# Эль-Хазне

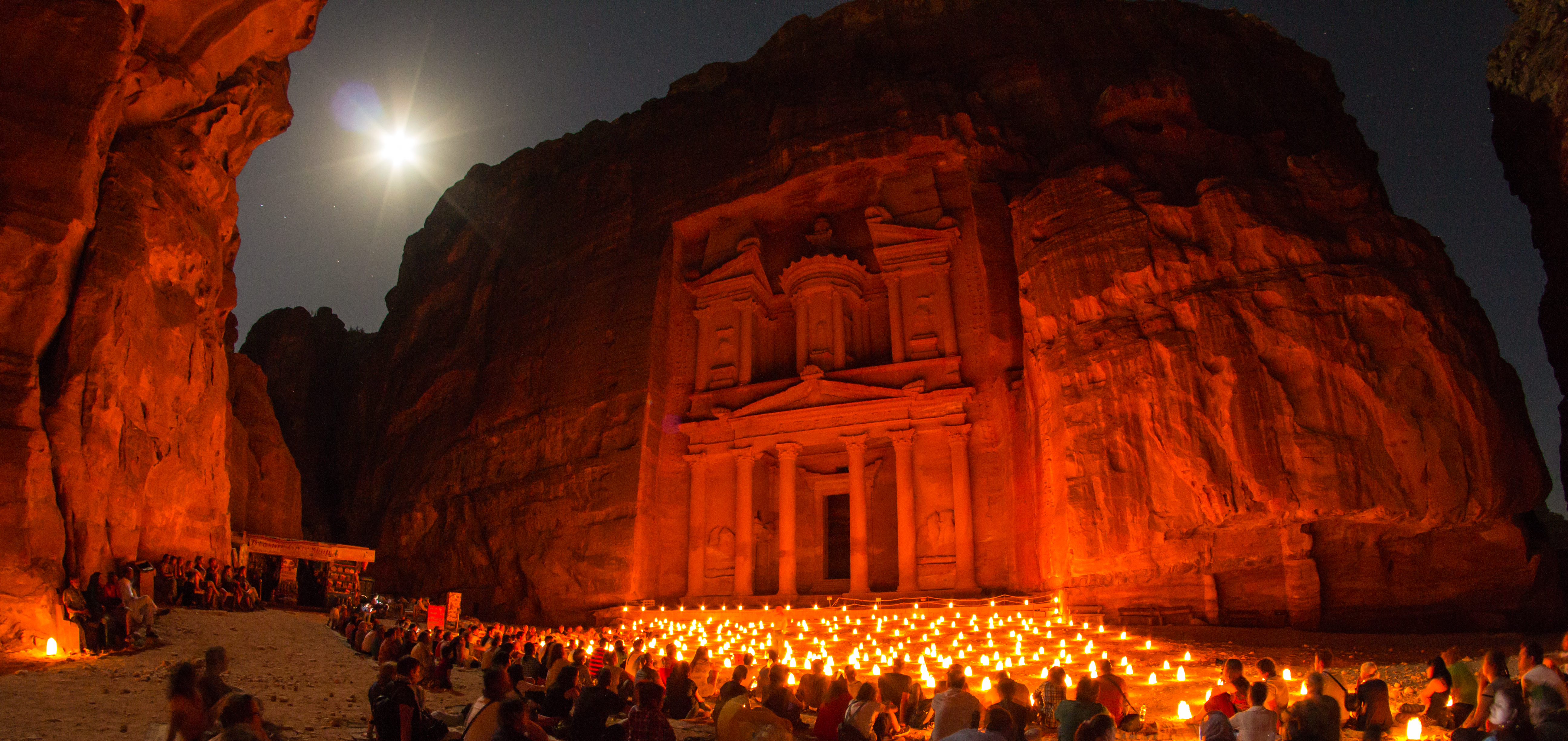
Эль-Хазне в ночное время

Эль-Хазне (араб. الخزنة‎ Chaznat al-Firʿaun — «Сокровищница фараона») — набатейский храм эпохи эллинизма, находящийся в древнем городе Петра на территории современной Иордании. Входит в число памятников ЮНЕСКО и «Новые семь чудес света».

## Легенды
Согласно первой легенде, преследовавший Моисея египетский фараон сотворил магией этот храм и спрятал свои сокровища в самой высокой урне (Khaznet Far’oun). На ней сегодня видны следы от выстрелов бедуинов, которые в начале XX века пытались заполучить легендарные сокровища. В действительности, урна вырезана целиком из песчаника.
Согласно другому местному преданию, разбойники, нападавшие на караваны, спрятали награбленное на втором этаже в каменной урне.

## Описание
Согласно одной из версий, храм выстроил набатейский царь Арета IV Филопатрис в качестве собственной усыпальницы. Со временем первоначальное назначение постройки было предано забвению.
Представляет собой монументальное здание, вырезанное целиком из песчаниковой скалы в I веке. Ордерный фасад здания составляет 40 метров в высоту и 25 метров в ширину. Над портиком из шести колонн коринфского ордера поднимается небольшой толос — купольный свод. Погребение в здании отсутствует, хотя в правой форкамере, возможно, стоял саркофаг.
Многие скульптуры на фасаде утрачены со временем. Две фигуры орла на крыше здания, по преданию, уносили душу умершего. На втором этаже изображены танцующие амазонки с двусторонними топорами. Вход охраняют статуи мифологических близнецов Кастора и Поллукса, которые, согласно легенде, жили одновременно на Олимпе и в подземном царстве.
В 2003 году профессор Сулейман Фараджат обнаружил 3—4 гробницы выше уровня земли (4—6 метров ниже современного уровня) с человеческими останками. Из-за проблем финансирования раскопки временно приостановлены.

## Туризм
В 1812 году место повторно открыл для мира швейцарский путешественник Иоганн Людвиг Буркхардт. Европейский туризм набирал обороты, и к 1920-м годам рядом с Петрой открылся первый отель. Туризм значительным образом оказал влияние на инфраструктуру и экономическое развитие региона, уклад жизни бедуинов, поскольку, кроме основной исторической достопримечательности, прежде не имелось иных привлекательных для путешественников мест. Является самой популярной достопримечательностью в округе. Часто путают с другим набатейским храмом Ад-Дэйр.
На старинных рисунках путешественников заметен ручей рядом с храмом. В 1960-х годах поток воды направили по древнему руслу, а площадку перед храмом выровняли для удобства туристов.
Как результат туристической активности достопримечательности портятся от прикосновений — на колоннах и стенах появились белые пятна стеариновой кислоты, а толщина стен за 10 лет стёрлась на 40 мм.
Храм Эль-Хазне широко известен в мире благодаря фильму Стивена Спилберга «Индиана Джонс и последний крестовый поход», где появился фасад здания; интерьеры снимались на студии в Великобритании.

## Галерея

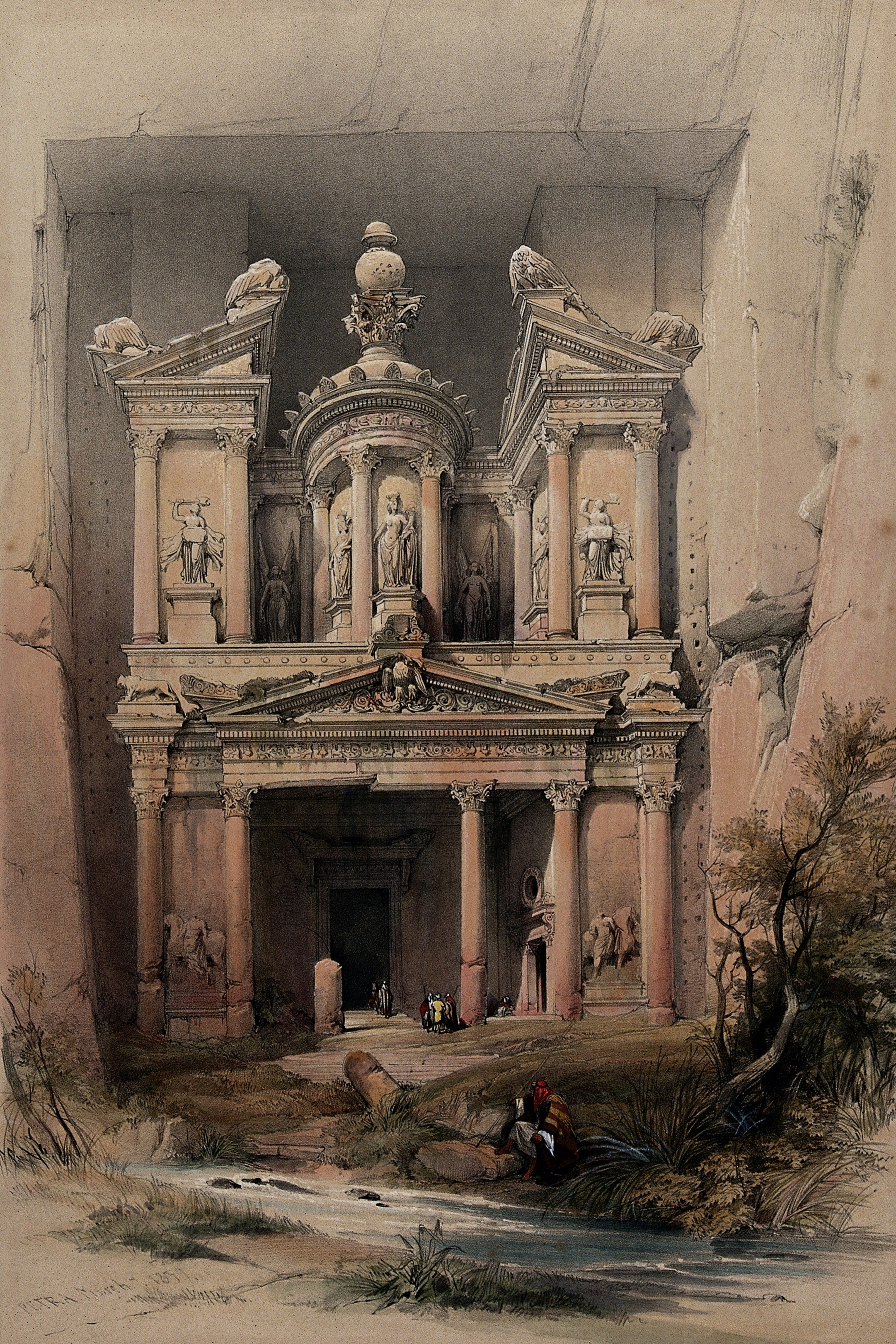
Цветная литография Дэвида Робертса, 1849 год
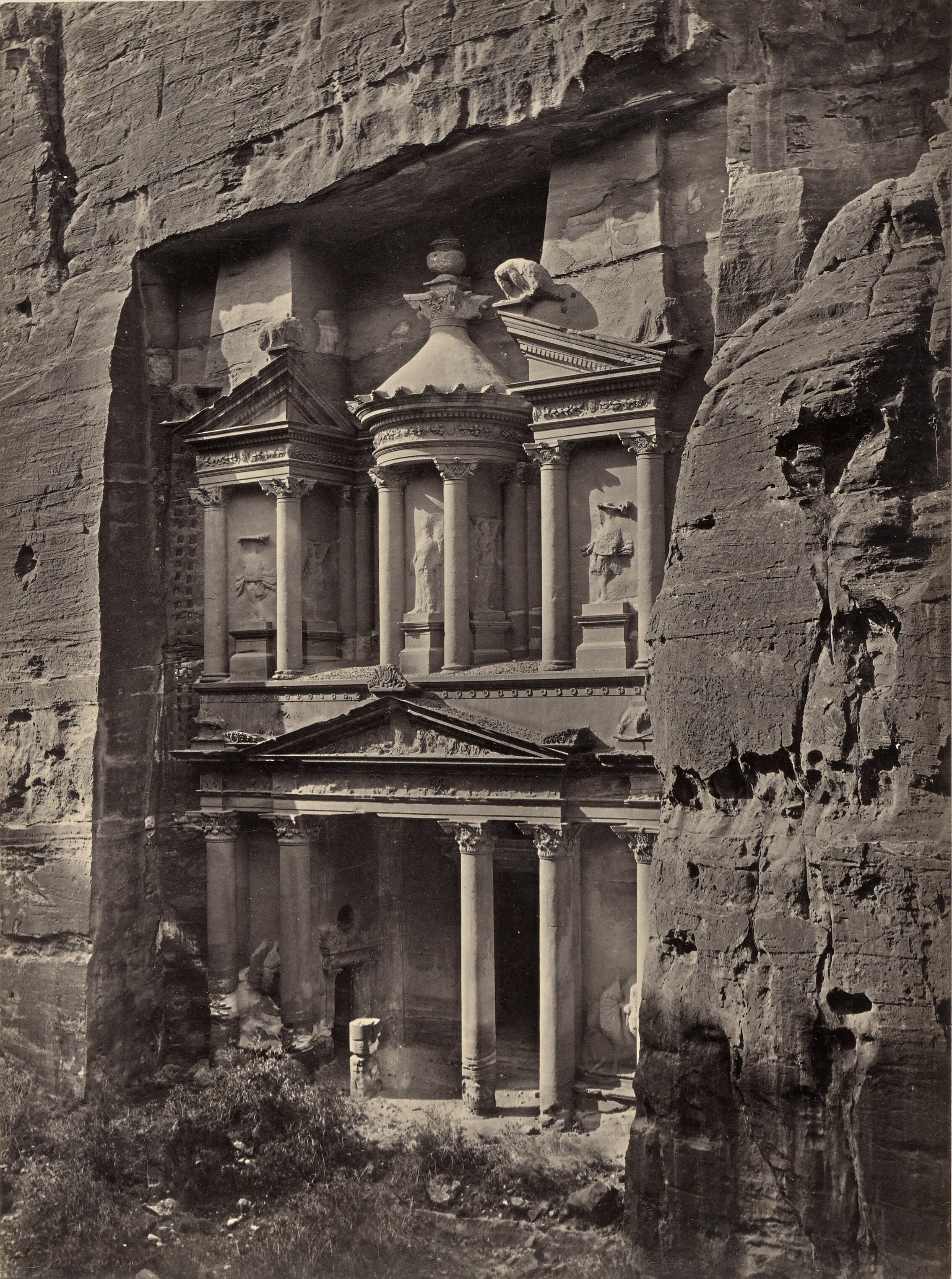
Храм-Мавзолей Эль-Хазне в 1860-х годах
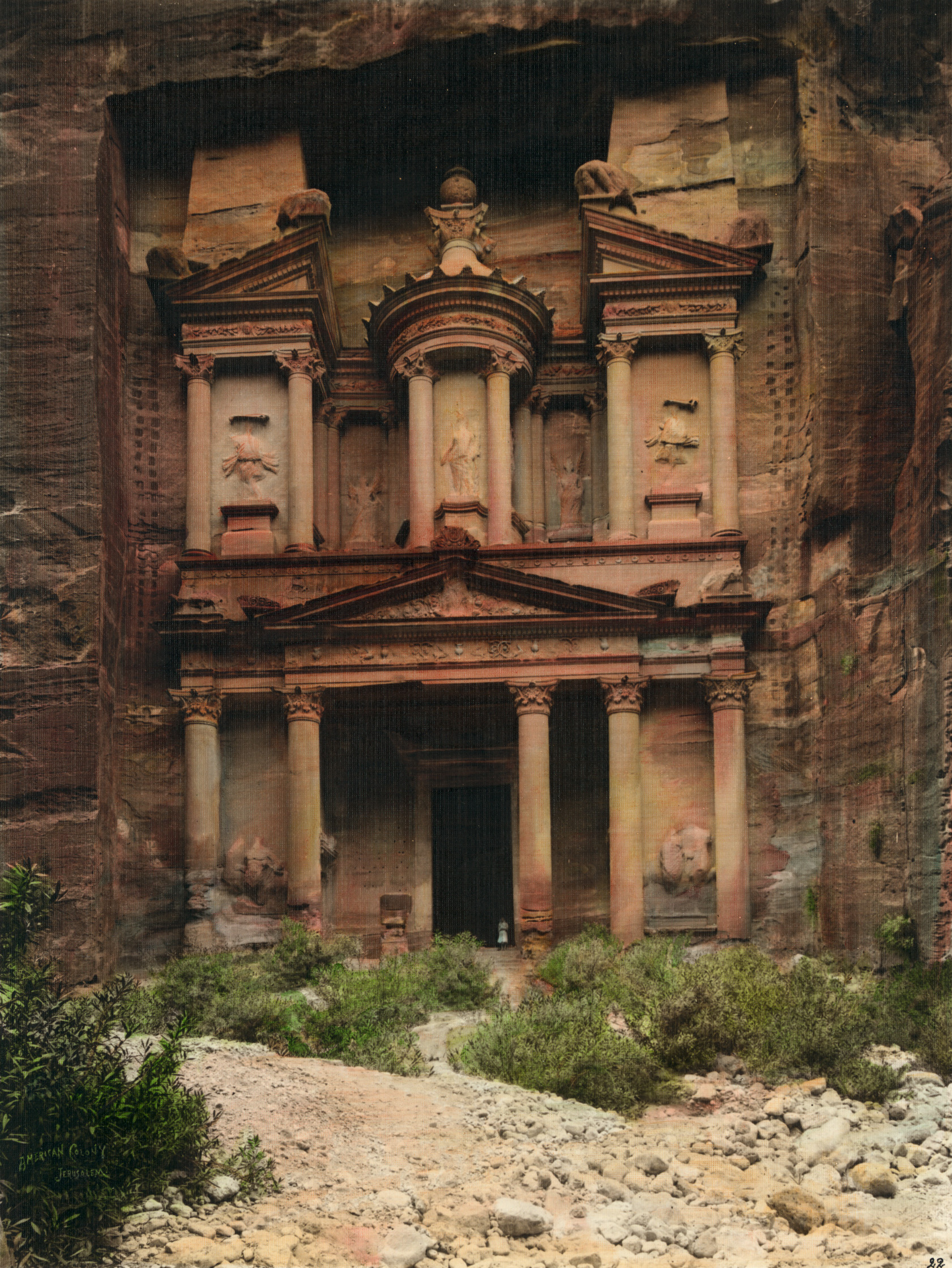
Раскрашенная фотография, 1900—1940 года
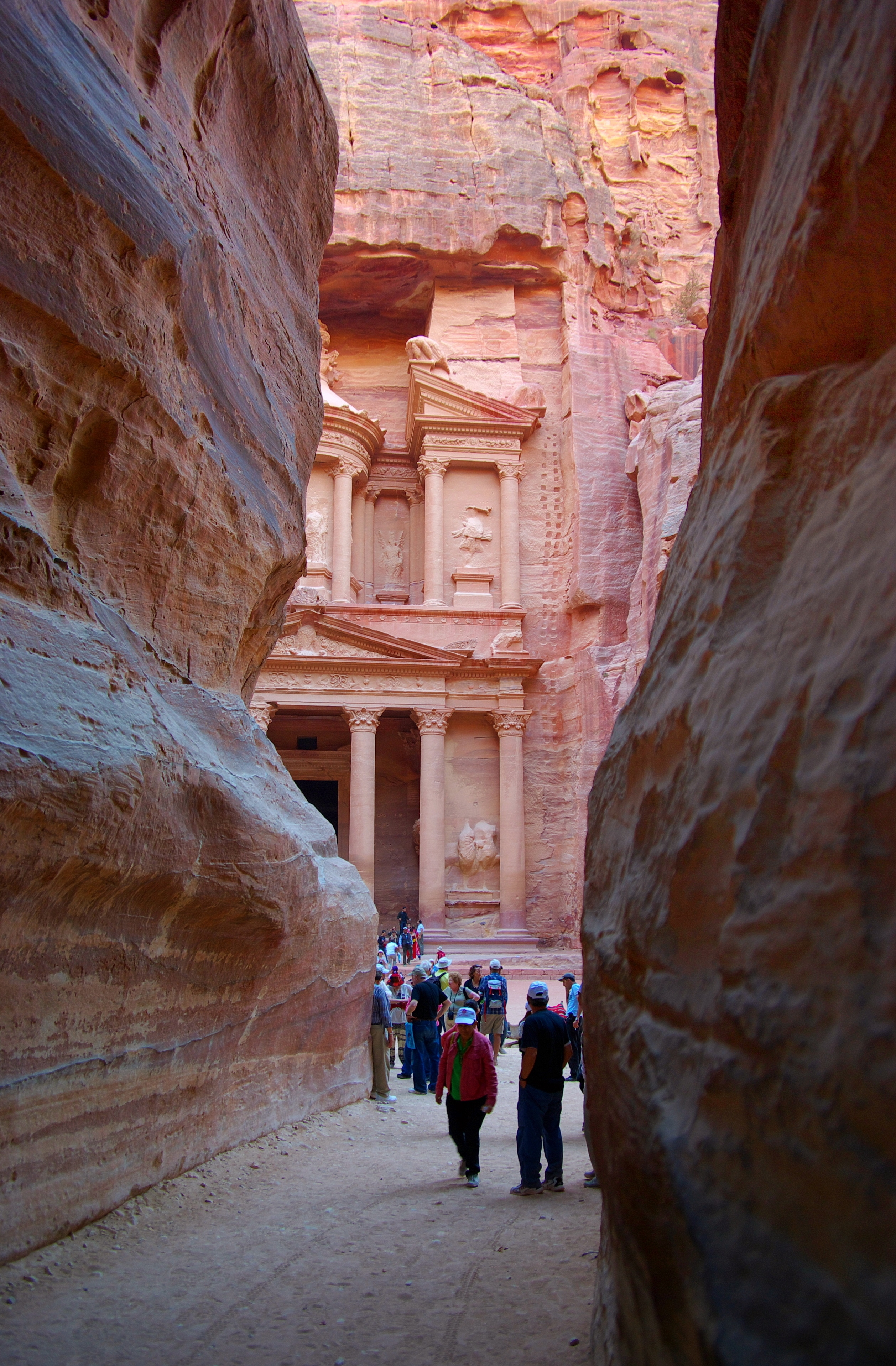
Вид на храм из ущелья Эль-Сик
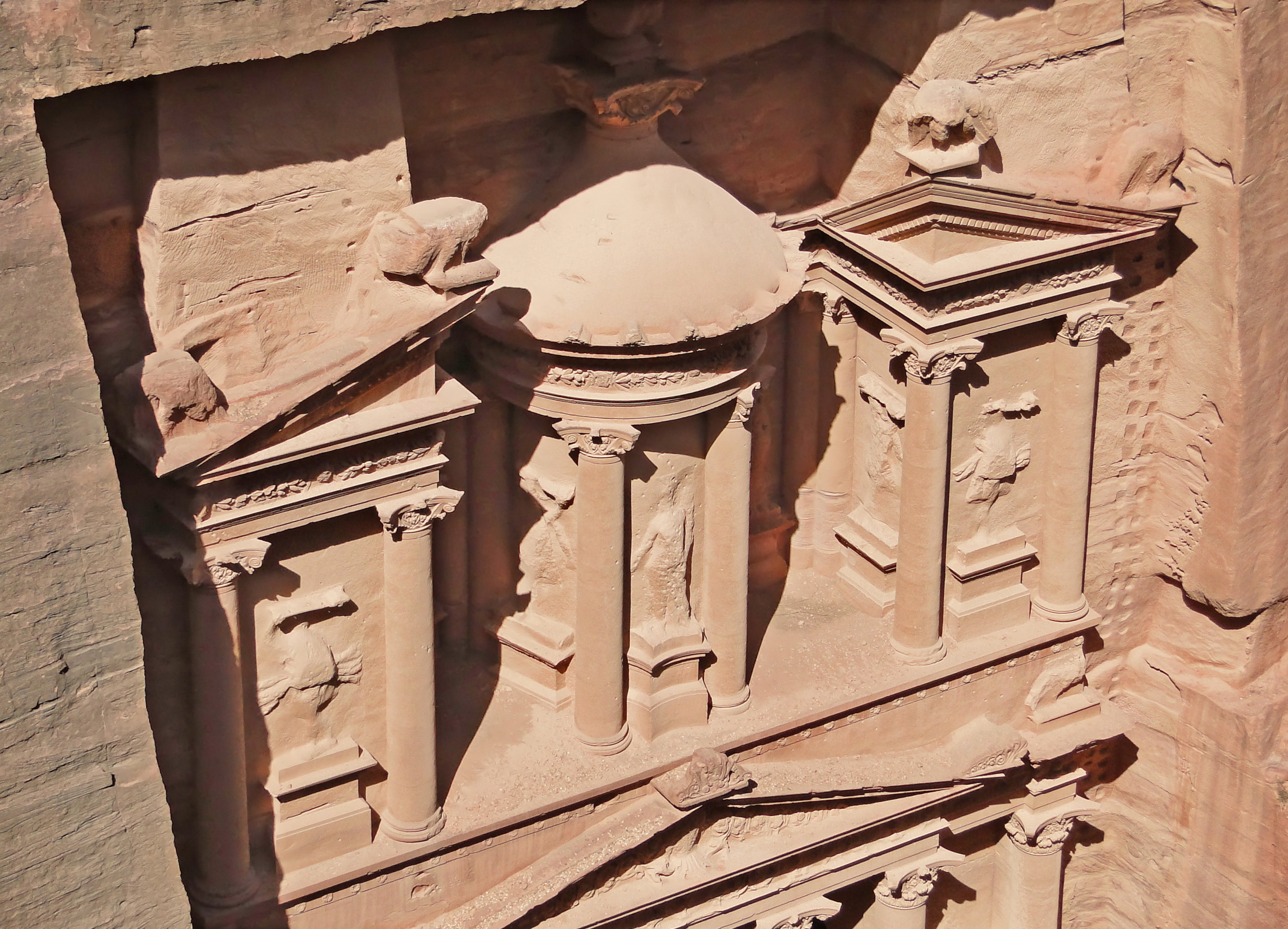
Толос
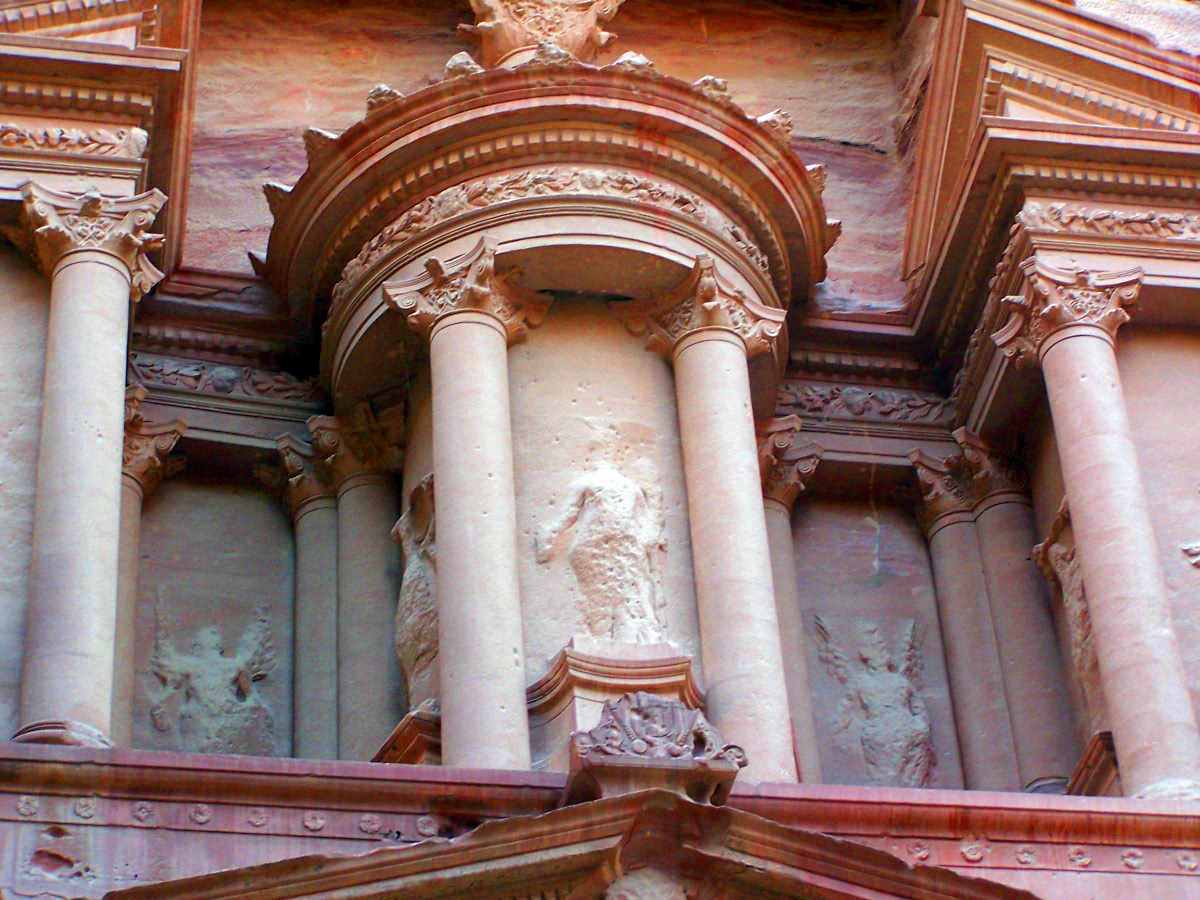
Центральная скульптура
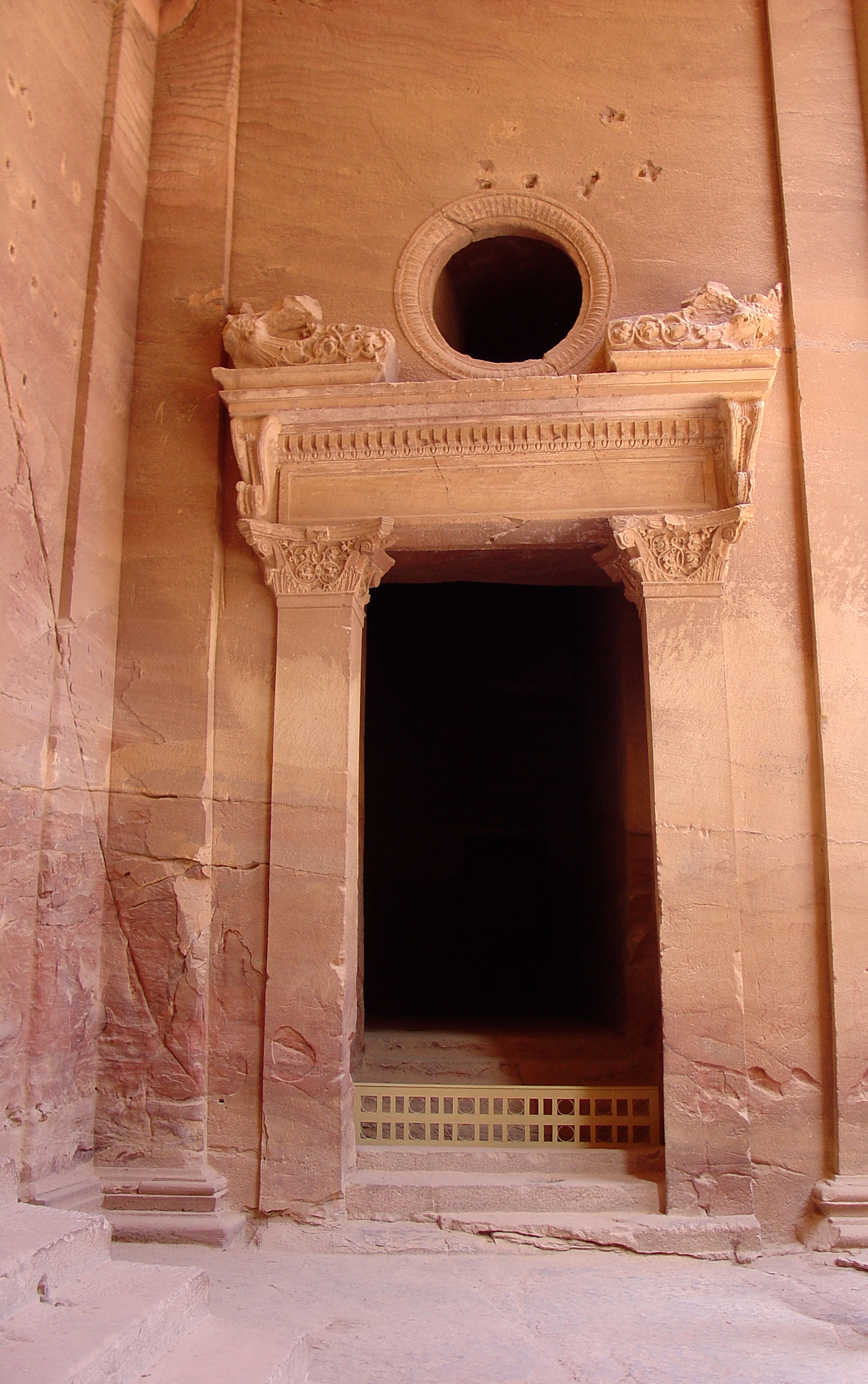
Над входом в боковое помещение круглое окно